# 塔爾諾魯達 (特諾皮爾州)
49°24′24″N 26°13′3″E / 49.40667°N 26.21750°E
塔爾諾魯達（羅馬化：Tarnoruda）是烏克蘭的村落，位於該國西部捷爾諾波爾州，由捷尔诺波尔区負責管轄，始建於1547年，面積0.41平方公里，2001年人口24，人口密度每平方公里58.4人。